# Термін (божество)

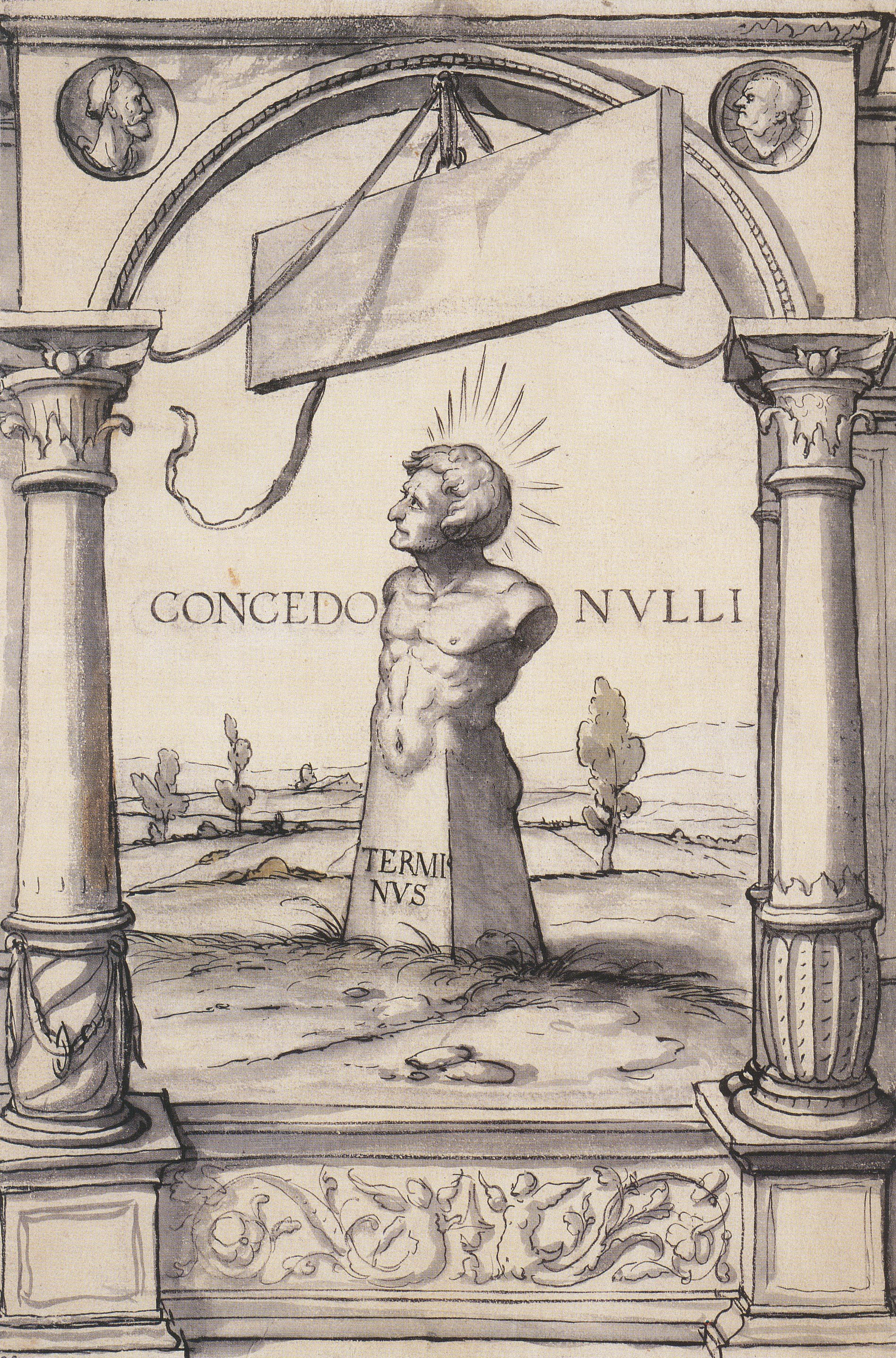
Термін часто зображувався як бюст на камені межі (кордону).

Термін (лат. terminus — кордон, межа) — римське божество меж та кордонів.
Спочатку Термін мав вигляд межового каменя між територіями різних племен. За переказом, культ цього божества встановив Нума Помпілій, що спорудив на його честь у Римі храм. У період зародження приватної власності культ межі був одним з основних у сільському господарстві. Свято Терміна — терміналії справляли 28 лютого (останній день римського року). При встановленні межових каменів дотримувалися такого обряду: насамперед камені ставили біля ям, у які мали їх спускати, натирали маззю й прикрашали стрічками та вінками. Потім у ямах спалювали жертви: заколювали телят або поросят і їхньою кров'ю кропили межовий камінь; дно ям кропили кров'ю жертовних тварин та посипали курильними речовинами й польовими овочами, доливаючи меду й вина. Коли жертовна тварина перетворювалася на попіл, камені ставили на гарячі вуглини і залишки жертви старанно вкладали в ями. Свято було мирне й веселе: мешканці сусідніх сіл сходилися на спільний бенкет, співали пісень, присвячених Терміну як установнику кордонів і примирникові розбрату й суперечок.